# Геузень
Геузень (рум. Găuzeni) — село у Шолданештському районі Молдови. Утворює окрему комуну.

## Населення
За даними перепису населення 2004 року у селі проживали 1404 особи.
Національний склад населення села:
| Національність   | Кількість осіб | Відсоток   |
| ---------------- | -------------- | ---------- |
| молдавани румуни | 1388 11        | 98,9% 0,8% |
| росіяни          | 3              | 0,2%       |
| українці         | 2              | 0,1%       |
| Всього           | 1404           | 100%       |